# Krytchaw
Krytchaw (en biélorusse : Крычаў ; en łacinka : Kryčaŭ) ou Kritchev (en russe : Кричев ; en polonais : Krzyczew) est une ville de la voblast de Moguilev, en Biélorussie, et le centre administratif du raïon de Krytchaw. Sa population s'élevait à 26 178 habitants en 2017.

## Géographie
Krytchaw est située sur la rive droite de la Soj, à son point de confluence avec la Stavok. Elle se trouve près de la frontière russe, à 93 km à l'est-sud-est de Moguilev et à 274 km à l'est de Minsk .

## Histoire

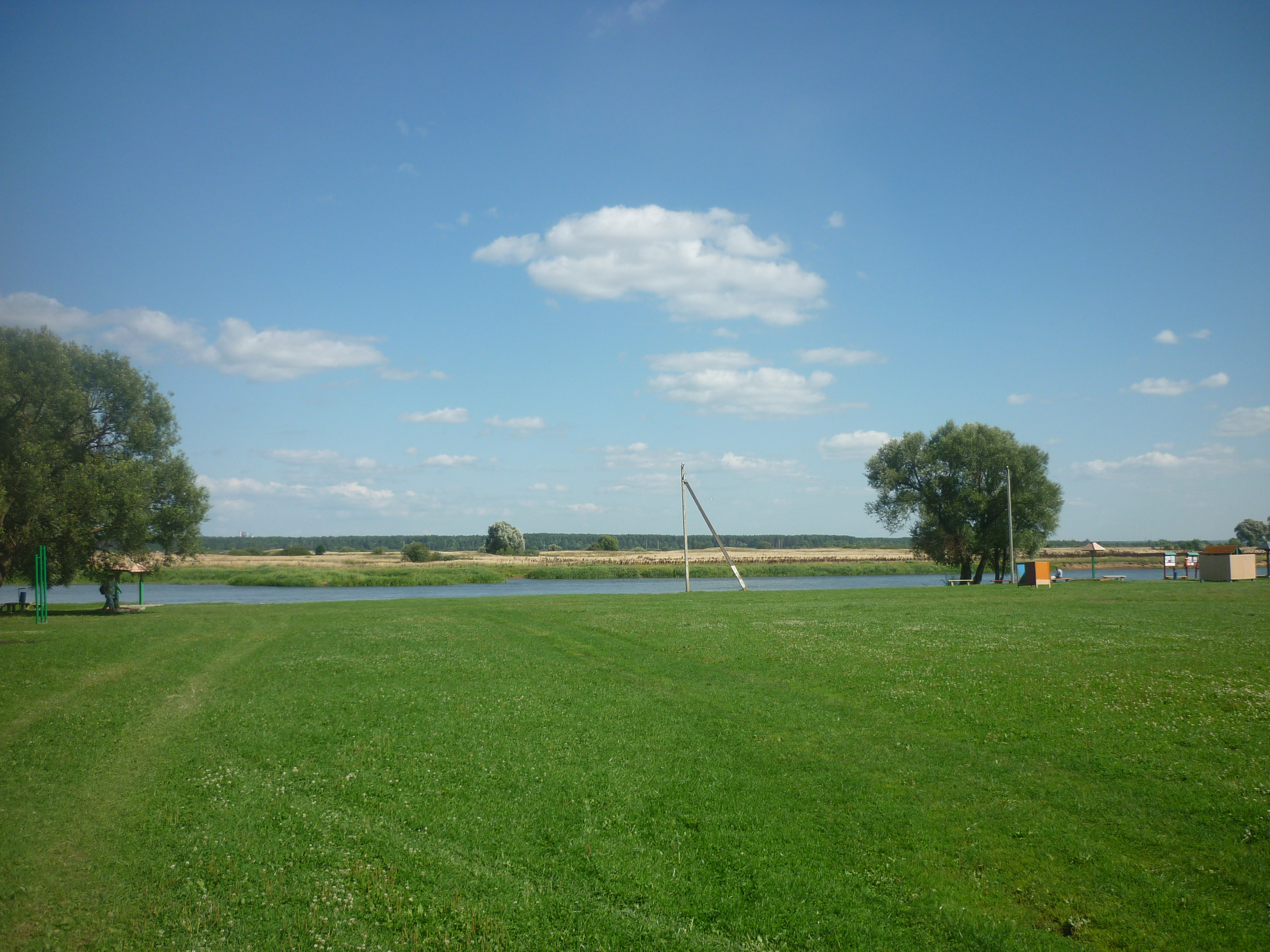
De la Soj à Krytchaw

La première mention de Krytchaw figure dans une charte de 1136, dans laquelle elle est appelée Kretchout. Un château fort y fut construit par la suite et la partie inférieure de la tour de pierre de la forteresse a subsisté jusqu'à nos jours. Aux XIIe et XIVe siècles, Krytchaw fit partie des principautés de Smolensk et de Mstsislaw. Elle fut un centre de volost du grand-duché de Lituanie. Ses habitants prirent part à la bataille de Grunwald en 1410. Le 23 août 1653, Krytchaw reçut des privilèges urbains (droit de Magdebourg) ainsi que des armoiries : une croix d'or et une épée d'argent sur champ rouge. Au XVIIe siècle, elle devint le siège d'un staroste. Au cours de la grande guerre du Nord, en 1708, le camp de l'armée russe dirigé par Pierre Ier fut établi près de Krytchaw.
Après la première partition de la Pologne, en 1772, Krytchaw, devenue Kritchev, fut incorporé dans l'Empire russe et rattachée à la province de Moguilev. En 1776, Kritchev devint la possession du fameux homme d'État, le prince Potemkine, qui lança la construction d'un chantier naval sur la Soj pour le gréement de la flotte de la mer Noire et pour la construction de navires fluviaux. Le palais de Potemkine, l'amirauté et une manufacture de cordage y furent bâtis. Une distillerie, une briqueterie, une verrerie, une tannerie, une fonderie de cuivre et de nombreux moulins étaient en activité dans la ville. En 1785, le chantier naval lança treize navires et douze bateaux à rames. Le voilier Diesna s'illustra au cours de batailles navales contre la flotte turque. Au début du XIXe siècle, le chantier naval fut démantelé. Selon le recensement de 1897, Kritchev comptait 6 221 habitants, 972 maisons, deux écoles, un bureau de poste, 125 magasins, 5 auberges de relais. Quatre foires s'y tenaient chaque année.
En mai 1919, Kritchev fut rattachée au gouvernement de Gomel de la RSFSR, en 1927 à l'okroug de Moguilev et en 1938 à l'oblast de Moguilev. Kritchev reçut le statut de ville le 17 décembre 1931. Pendant la Seconde Guerre mondiale, elle fut occupée par l'Allemagne nazie le 17 juillet 1941. En octobre, les Juifs — 8,5 pour cent de la population en 1939 — qui n'avaient pas fui furent regroupés dans un ghetto et soumis au travail forcé. Deux mois plus tard, ils furent emmenés près de la cimenterie de la ville et massacrés. La ville fut libérée par les fronts de Briansk et de l'Ouest de l'Armée rouge, le 30 septembre 1943. Après les destructions de la guerre, Kritchev fut reconstruite et comptait 19 000 habitants en 1959.

## Population
Recensements (*) ou estimations de la population :
| 1880  | 1897* | 1923* | 1926* | 1939*  | 1959*  |
| ----- | ----- | ----- | ----- | ------ | ------ |
| 4 570 | 6 221 | 6 199 | 6 364 | 15 993 | 19 028 |

| 1970*  | 1979*  | 1989*  | 1999*  | 2009*  | 2011   |
| ------ | ------ | ------ | ------ | ------ | ------ |
| 25 682 | 30 447 | 32 908 | 29 600 | 27 202 | 26 844 |

| 2012   | 2013   | 2014   | 2015   | 2016   | 2017   |
| ------ | ------ | ------ | ------ | ------ | ------ |
| 26 809 | 26 513 | 26 369 | 26 385 | 26 325 | 26 178 |

## Personnalités
- Mikhaïl Krivonossov (1929-1994), athlète soviétique spécialiste du lancer du marteau, médaillé olympique
- Aksana Miankova (née en 1982), athlète biélorusse spécialiste du lancer du marteau, championne olympique

## Jumelage
- Kline (Russie)